# Alto de La Escrita
El alto de La Escrita es un puerto de montaña situado en el límite entre las comunidades autónomas de Cantabria y País Vasco (España), de 432 metros de altitud. Une el enclave cántabro de Valle de Villaverde con el municipio vizcaíno de Valle de Carranza, concretamente las localidades de La Matanza y El Callejo.
Su ascenso se realiza a través de la carretera autonómica de Cantabria CA-152, que atraviesa el núcleo de Villanueva hasta el límite autonómico situado en el punto más alto. A partir de ahí, se continúa por la carretera foral de Vizcaya BI-630 hasta Carranza.
La ascensión desde La Matanza, situada al este, tiene una longitud de algo más de 5 kilómetros y desde Carranza, al oeste del puerto, son 6.5 kilómetros de ascenso, aproximadamente.
El asfalto por la vertiente cántabra fue renovado durante el año 2022.